# Národní park Ise-Šima
Národní park Ise-Šima (japonsky: 伊勢志摩国立公園, Ise Šima Kokuricu Kóen) je národní park v regionu Kansai na japonském ostrově Honšú. Založen byl 20. listopadu 1946 a jeho rozloha činí 555,49 km². Nejvýznamnější atrakcí parku je Svatyně Ise.